# Чемпионат мира по плаванию в ластах на длинные дистанции 2003
8-й чемпионат мира по плаванию в ластах на длинные дистанции проводился в египетской Александрии.

## Призёры

### Мужчины
| Дисциплина        | Золото                                                                          | Золото | Серебро                                                                       | Серебро | Бронза                                                                | Бронза |
| ----------------- | ------------------------------------------------------------------------------- | ------ | ----------------------------------------------------------------------------- | ------- | --------------------------------------------------------------------- | ------ |
| 6000 м            | Николай Резников · Россия                                                       |        | Лоренцо Минзолта · Италия                                                     |         | Дэниел Сонкалб · Германия                                             |        |
| 20000 м           | Дамьен Хаберт · Франция                                                         |        | Алексей Бусловских · Россия                                                   |         | Фарис Эб Зейд · Египет                                                |        |
| эстафета 4х3000 м | Евгений Шандыга · Дмитрий Артемчик · Александр Лишенко · Виктор Панев · Украина |        | Николай Резников · Роман Малетин · Владимир Тетенев · Дмитрий Каргин · Россия |         | Лоренцо Минзолта · Паоло Вандини · Андреа Нава · Дэвид Манка · Италия |        |

### Женщины
| Дисциплина        | Золото                                                                                 | Золото | Серебро                                                             | Серебро | Бронза                                                                  | Бронза |
| ----------------- | -------------------------------------------------------------------------------------- | ------ | ------------------------------------------------------------------- | ------- | ----------------------------------------------------------------------- | ------ |
| 6000 м            | Анна Сухарева · Россия                                                                 |        | Анна Ди Цельи · Италия                                              |         | Ольга Шляховская · Украина                                              |        |
| 20000 м           | Анна Сухарева · Россия                                                                 |        | Евгения Зулуга · Колумбия                                           |         | Лиза Фоа · Италия                                                       |        |
| Эстафета 4х3000 м | Анна Сухарева · Анастасия Каразаева · Людмила Чухнова · Любовь Оловянишникова · Россия |        | Лиза Фоа · Анна Де Челье · Сельваджия Каппуто · Мерта Нава · Италия |         | Кристин Мюллер · Катя Вихлау · Сандра Хейслер · Энжи Звирнер · Германия |        |